# Jean-Daniel Dätwyler
Jean-Daniel Dätwyler (n. 2 aprilie 1945, Lausanne, cantonul Vaud, Elveția) este un schior alpin ce a reprezentat Elveția, medaliat olimpic. A participat la o ediție a Jocurilor Olimpice (1968) în care a câștigat o medalie de bronz.

## Participări
Lista de mai jos prezintă principalele competiții la care a participat Jean-Daniel Dätwyler de-a lungul carierei.
- ski alpin aux Jeux olympiques d'hiver de 1968 – descente hommes[*]